# U Lyžaře
U Lyžaře je turistické rozcestí pod vrchem Rudný (Šacberk), na silnici z Jihlavy na Smrčnou, v místech odbočky na Zbornou. Místo je také vyhledávané lyžaři, neboť je považováno za ideální východiště lyžařských tras v okolí vrchu Šacberk. Prochází tudy trasa Hornické naučné stezky a dvojice značených turistických tras – žlutá od Zborné na Hybrálec a modrá taktéž od Zborné, ale pokračující na Borovinku. Nachází se zde i penzion U Lyžaře.

## Penzion U Lyžaře
První zmínky se objevují v katastrálních mapách k roku 1870 a tehdy se jednalo o hospodářské stavení. Za první republiky objekt částečně vyhořel a došlo k jeho přestavbě na hostinec, známý podle tehdejšího majitele U Hokiho. Po druhé světové válce došlo k jeho znárodnění, okolo roku 1965 prošel generální rekonstrukcí a následně se objekt stal oblíbeným místem turistů, svatebčanů a často jej navštěvovali i hokejisté Dukly Jihlava. Po sametové revoluci byl kvůli špatnému technickému stavu uzavřen a byla provedena nákladná generální rekonstrukce. Ke znovuotevření došlo 1. května 2010, kdy byl objekt rozšířen o původní klenby v místech bývalé kuchyně a skladů (ještě předtím stáj pro koně) a také došlo k odhalení původních trámových stropů nad výčepem a sálem.